# Casearia myrsinoides
Casearia myrsinoides är en videväxtart som beskrevs av Herman Otto Sleumer. Casearia myrsinoides ingår i släktet Casearia och familjen videväxter. Inga underarter finns listade i Catalogue of Life.